# Grand-Couronne
 Grand-Couronne  es una población y comuna francesa, en la región de Alta Normandía, departamento de Sena Marítimo, en el distrito de Rouen y cantón de Grand-Couronne.

## Demografía
| 6118 | 6789 | 7749 | 9472 | 9792 | 9442 |
| Para los censos de 1962 a 1999 la población legal corresponde a la población sin duplicidades (Fuente: INSEE [Consultar]) |      |      |      |      |      |